# Altiris
Altiris Inc. — дочерняя компания Symantec, специализирующаяся на серверном программном обеспечении, которое позволяет организациям управлять IT-ресурсами. Помимо этого, компания также предоставляет программы для веб-сервисов, безопасности, а также широко распространенную программу для создания инсталляторов WISE. Altiris была основана в городе Линдон в 1998 году. У компании более 20,000 клиентов, управляющих более 3 миллионами серверов и 60 миллионами настольных компьютеров.
29 января 2007 года Symantec анонсировал планы о приобретении Altiris и 6 апреля 2007 сделка о приобретении была завершена.

## История компании
Altiris была основана в 1998, когда Ян Ньюман и Кевин Тарпин ушли из KeyLabs. The Altiris Software была создана в KeyLabs для управления компьютерами KeyLabs. Это программное обеспечения стало тем, что сейчас является Altiris.  Altiris продолжает разрабатывать программы для помощи IT отделам в управлении их сетями.  
В сентябре 2000 года компания приобрела Computing Edge. Основатель  Computing Edge, Дуэйн Кингборн ранее работал в Microsoft и принимал участие в разработке Systems Management Server (SMS).  Computing Edge специализируется на расширении функциональности SMS.
Altiris продолжила свою экспансию рынка и приобрела компании Previo, Wise Solutions, Inc., FSLogic, Bridgewater Technologies, Tonic Software Inc. и Pedestal Software.
После того, как компанию приобрел Symantec, ключевые работники Altiris ушли из компании и основали новую фирму Arellia, которая занимается разработкой программного обеспечения для серверов и десктопов.

## Основные продукты
- Client Management Suite (CMS)
- Asset Management Suite  (AMS)
- Server Management Suite (SMS)
- Total Management Suite  (TMS)